# Nils-Markustjärnen
Nils-Markustjärnen är en sjö i Vilhelmina kommun i Lappland och ingår i Ångermanälvens huvudavrinningsområde.